# Loweporus
Genre
Loweporus est un genre de champignons de la famille des polyporacées. Les membres de ce genre sont très similaires à ceux du genre Perenniporia, dont ils se distinguent par la paroi colorée en rouge de leurs hyphes, alors que celle des membres du genre Perenniporia est incolore. Ainsi, les fructifications du genre Perenniporia sont blanches, crème ou ocre, alors que celles du genre Loweporus sont gris sombre ou brunes.